# Sống độc thân

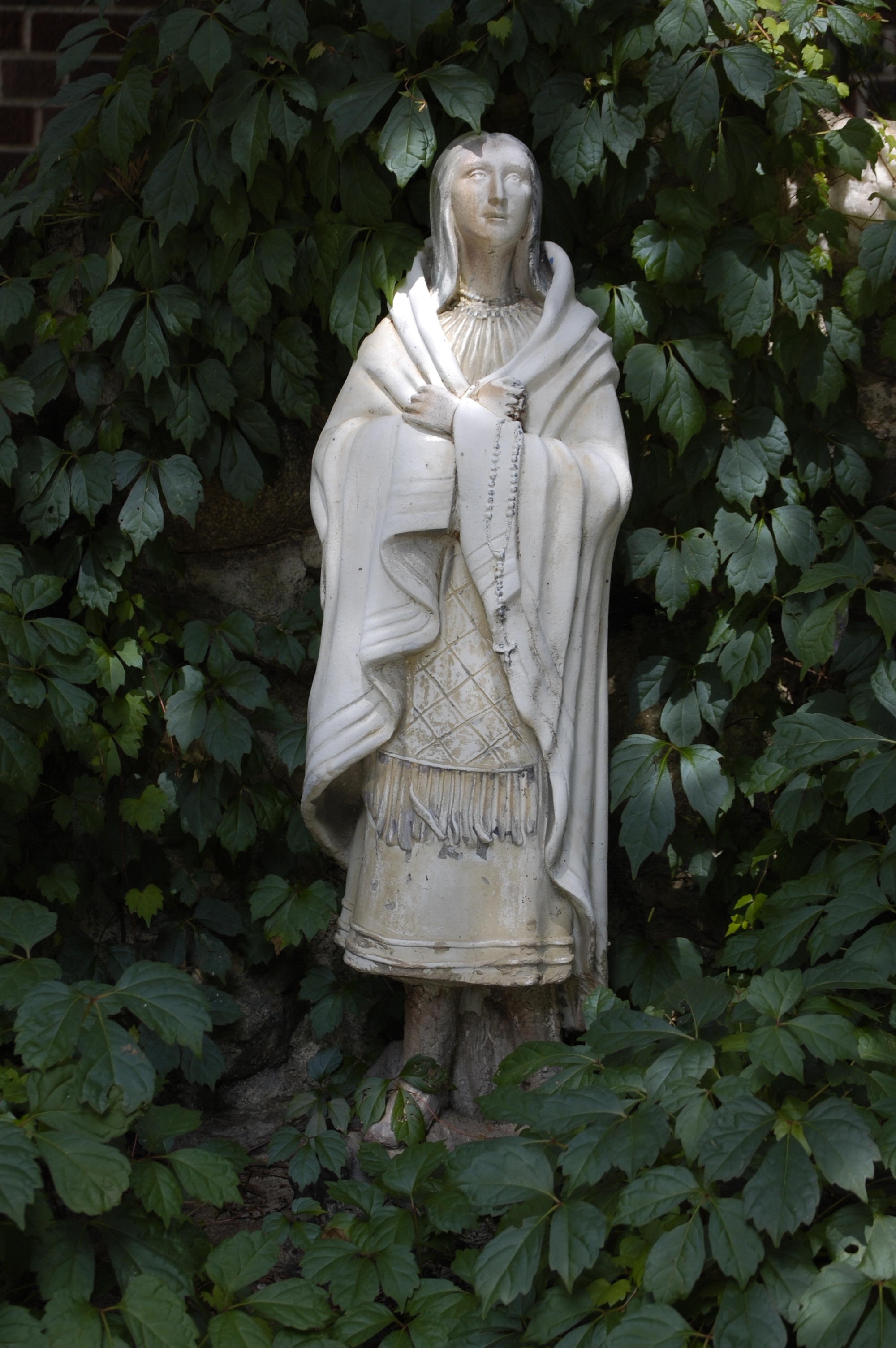
Saint Kateri Tekakwitha, một nữ giáo dân Công giáo đã nguyện thề trinh tiết mãi mãi

Sống độc thân (celibacy từ tiếng Latin, cælibatus") là tình trạng tự nguyện không kết hôn, kiêng tình dục hoặc cả hai, thường vì lý do tôn giáo. Thường liên hệ đến vai trò của các chức sắc tôn giáo hoặc người mộ đạo. Theo nghĩa hẹp, thuật ngữ sống độc thân chỉ được áp dụng cho những người trong tình trạng chưa kết hôn là kết quả của một lời thề linh thiêng, hành động quên mình hoặc niềm tin tôn giáo. Theo nghĩa rộng hơn, nó thường được hiểu chỉ sự kiêng hoạt động tình dục.
Sống độc thân đã tồn tại dưới hình thức này hay trên hình thức khác trong suốt lịch sử loài người, trong hầu hết tất cả các tôn giáo lớn trên thế giới, và quan điểm về nó cũng có sự khác nhau. Tương tự, người La Mã đã xem nó như một sự thác loạn tâm thần và phải chịu một số tiền phạt kèm theo, ngoại lệ duy nhất được cấp cho các Virgins Vestal. Thái độ của người Hồi giáo đối với tình trạng sống độc thân cũng rất phức tạp; Một số truyện thánh Muhammad và tín đồ của ông (Hadiths) quả quyết rằng Muhammad đã lên án, nhưng một số giáo lý của Sufi thì lại đón nhận.
Văn hóa Ấn Độ Cổ khuyến khích chủ nghĩa khổ hạnh và nên sống độc thân trong giai đoạn sau của cuộc đời, sau khi một người đã đáp ứng các nghĩa vụ xã hội của mình. Trái lại, Jainism thuyết giảng cần phải độc thân hoàn toàn ngay cả với các tu sĩ trẻ và xem độc thân là một hành vi thiết yếu để đạt tới giải thoát (moksha). Phật giáo đã ảnh hưởng bởi đạo Jain về mặt này. Tuy nhiên, có sự khác biệt văn hóa đáng kể tại các khu vực khác nhau nơi Phật giáo truyền bá, và có sự ảnh hưởng đến thái độ của người dân địa phương tới sống độc thân. Nhưng đã không được chấp nhận rộng rãi ở Trung Quốc, nơi các phong trào tôn giáo khác như Đạo giáo đã chống lại. Một tình trạng có phần tương tự đã tồn tại ở Nhật Bản, nơi truyền thống Thần đạo cũng phản đối việc sống độc thân. Trong đa số các truyền thống tôn giáo bản địa châu Phi và châu Mỹ, sống độc thân bị coi là tiêu cực, mặc dù có trường hợp ngoại lệ như độc thân định kỳ được huấn luyện bởi một số chiến binh Mesoamerican.